# 41 Virginis
41 Virginis är en pulserande variabel av Delta Scuti-typ (DSCT) i Jungfruns stjärnbild.
Stjärnan har visuell magnitud +6,25 och varierar utan någon fastställd amplitud eller periodicitet.